# Иггерс, Георг
Георг Иггерс (7 декабря 1926, Гамбург, Веймарская республика — 26 ноября 2017, Буффало, Нью-Йорк, США) — немецко-американский историк, историограф, теоретик истории. Профессор.

## Биография
Родился в еврейской семье. В 1938 году за несколько недель до Хрустальной ночи бежал из нацистской Германии вместе c родителями, позже они эмигрировали в США.
Окончил университеты в Ричмонде и Чикаго, Новую школу в Нью-Йорке. В 1965—1997 годы читал лекции по истории в Университете штата Нью-Йорк в Буффало.

## Научная деятельность
Известный историк, специалист в историописании и теории истории, вопросов историзма и интеллектуальной историографии. Кроме того, являлся специалистом в области межкультурного обмена и сравнительной историографии. Известен своими трудами по историографии. По утверждению самого историка, он занимал место между постмодернистской и более консервативной позициями.
Среди основных работ — «Марксизм и историческая наука сегодня», «Знание об истории в XX веке. Критический обзор в международном контексте», «Немецкая концепция истории. Национальная традиция исторической мысли от Гердера до наших дней» и др.

## Избранные публикации
- The cult of authority. The political philosophy of the saint-simonians. A chapter in the intellectual history of totalitarianism. Martinus Nijhoff, The Hague 1958.
- The German conception of history. The national tradition of historical thought from Herder to the present. Wesleyan University Press, Middletown, Connecticut 1968.
- New directions in European historiography. With a contribution by Norman Baker. Wesleyan University Press, Middletown, Connecticut 1975.
- Marxismus und Geschichtswissenschaft heute. Becker, Velten 1996, ISBN 3-89597-271-1 (Sitzungsberichte der Leibniz-Sozietät 8, 1995, Heft 8/9).
- «Историография в XX столетии: от сциентистской объективности к постмодернистскому вызову». (Historiography in the twentieth century. From scientific objectivity to the postmodern challenge). Wesleyan University Press, Hanover, NH u. a. 1997, ISBN 0-8195-5302-6.

(соавт. Edward Wang i Supriya Mukherjee), A Global History of Modern Historiography 2008.

## Награды
- Орден «За заслуги перед Федеративной Республикой Германия» 1 степени (2007),
- Премия Гумбольдта,
- почётный доктор университета Ричмонда,
- почётный доктор Дармштадтского технического университета,
- почётный доктор Колледжа Филандера Смита
- премия (стипендия) Американского философского общества,
- премия (стипендия) Программы Фулбрайта,
- премия (стипендия) Фонда Гуггенхайма[2],
- премия (стипендия) Национального фонда гуманитарных наук,
- премия (стипендия) Фонда Рокфеллера[3],
- почетный профессор Университета штата Нью-Йорк в Буффало